# Helena Bílková
Helena Bílková (rozená Janotová) (31. července 1903 Čakovice u Jílového – ????)? byla učitelkou. Za Protektorátu Čechy a Morava se spolu se svým manželem zapojila do domácího protiněmeckého odboje v řadách ilegální organizace Kapitán Nemo. Manželé Bílkovi předávali zprávy mineralogovi doc. Radimu Nováčkovi a doc. Vladimíru Krajinovi. Bílkovi bydleli za protektorátu v Praze na Žižkově v Poděbradově ulici číslo popisné 1735. Na toto místo do jejich bytu docházel štábní kapitán Václav Morávek. Na podzim 1941 se manželům Bílkovým podařilo přispět k záchraně Rudolfa Volka. Ten bydlel v témže domě jako Bílkovi a byl členem organizace Ústřední vedení odboje domácího (ÚVOD). Manželé Bílkovi byli zatčeni 27. května 1942. Oba byli vězněni ale konce druhé světové války se dožili.

Spolupracovníci v odboji
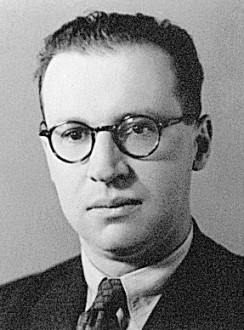
Docent mineralogie Radim Nováček šifroval a dešifroval ilegální radiové depeše
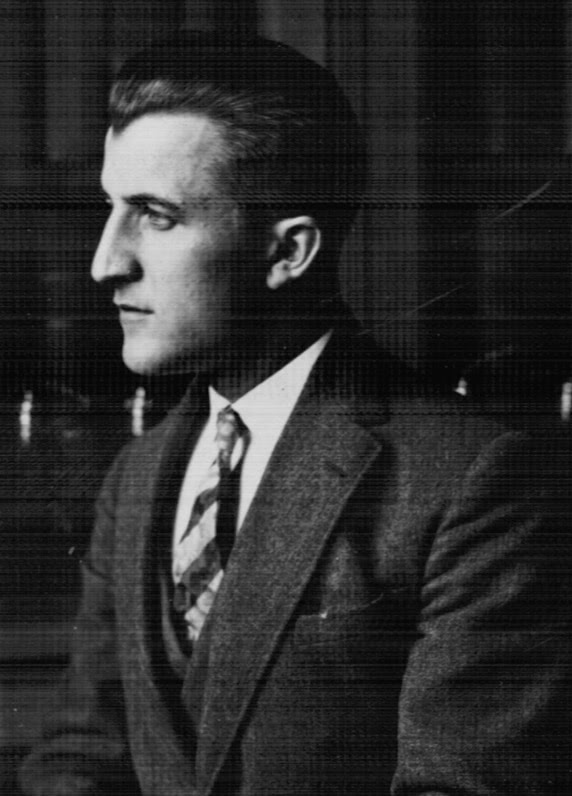
Docent Vladimír Krajina koordinoval činnost ÚVODu
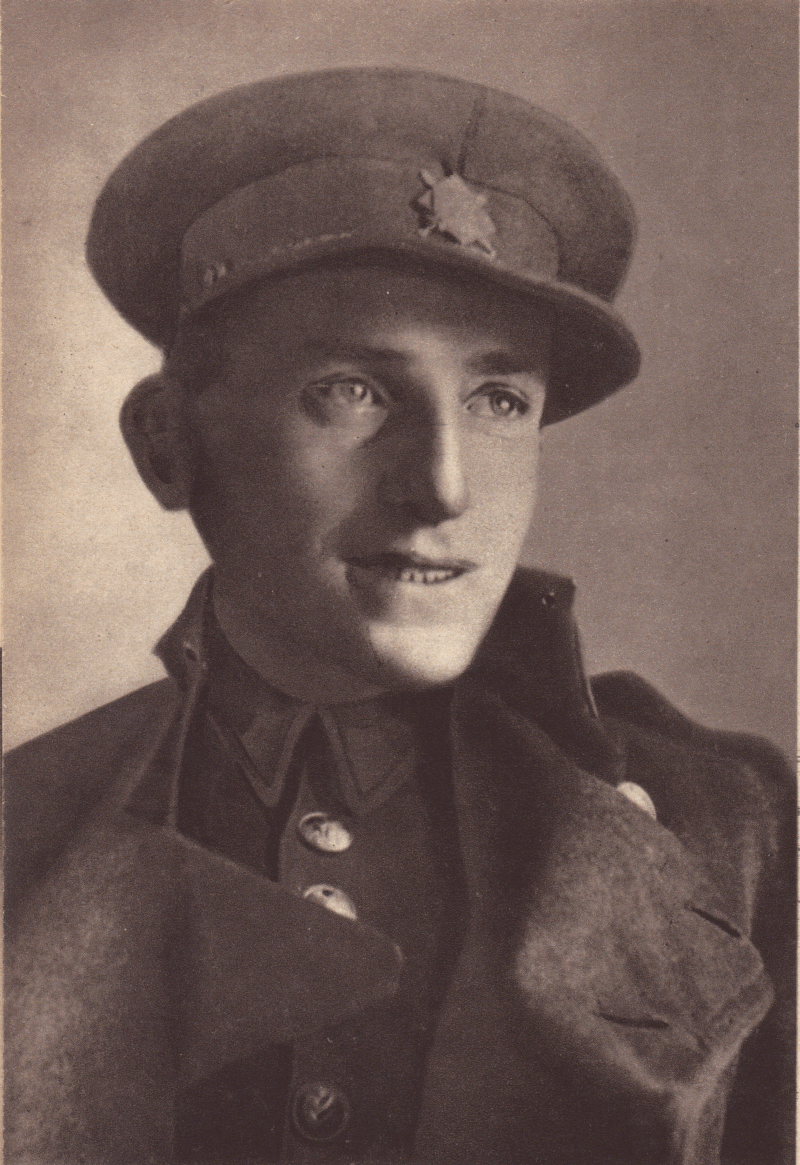
Václav Morávek člen odbojové skupiny přezdívané gestapem „Tři králové“.